# Savo Pavićević
Savo Pavićević (en monténégrin : Caвo Пaвићeвић), né le 11 décembre 1980 à Lovćenac (Serbie), est un footballeur international monténégrin. Il évolue actuellement au Spartak Subotica au poste de défenseur.

## Carrière

### En sélection nationale
Savo Pavićević fait ses débuts en équipe nationale du Monténégro le 24 mars 2007 contre la Hongrie.
39 sélections et 0 but avec  Monténégro depuis 2007.

## Palmarès
- Championnat de Serbie : 2014 et 2016